# Stolovnik
Stolovnik este o localitate din comuna Krško, Slovenia, cu o populație de 250 de locuitori.